# Oh Gott …
Oh Gott … ist eine US-amerikanische Filmkomödie aus dem Jahr 1977 von Carl Reiner nach einem Roman von Avery Corman.

## Handlung
Jerry Landers ist stellvertretender Filialleiter eines Supermarktes. Eines Tages wird er von einem alten Mann aufgesucht, der sich ihm gegenüber als Gott ausgibt. Er will Jerry davon überzeugen, als sein Sprachrohr zu arbeiten, ähnlich wie Moses. Jerry, zuerst verschüchtert, erzählt der Welt von seiner Erfahrung mit Gott. Schnell wird er zum Gespött der Leute. Skeptiker fordern Beweise. Eine Gruppe Christen schreibt Fragen in aramäischer Sprache auf und fordern Jerry auf, alleine in einem Hotelzimmer die Fragen zu beantworten. Tatsächlich erscheint Gott und beantwortet die Fragen für Jerry.
Nachdem Jerry auf Gottes Befehl hin einen Prediger als Scharlatan bezeichnet hat, wird er wegen übler Nachrede vor Gericht zitiert. Dort will der Richter einen Beweis für Gottes Existenz haben. Gott soll sich ihm und den Zuschauern im Saal zeigen. Gott zeigt sich erst nach einiger Zeit, in der sich Jerry gegen Anschuldigungen des Betruges wehren muss. Als Gott erscheint, wird er vereidigt. Gott zeigt einige Wunder und beeindruckende Kunststücke und verschwindet vor den Augen der Zuschauer. Seine körperlose Stimme fordert die Leute auf zu vertrauen.
Jerry ist mittlerweile arbeitslos, doch Gott versichert ihm, in guten Händen zu sein. Gott macht sich bereit nun für immer zu verschwinden. Jerry fragt, was er machen soll, sollte er Gottes Hilfe brauchen. Gott gibt ihm die Antwort, Jerry solle dann zu ihm sprechen, er werde ihm zuhören. Dann verschwindet Gott.

## Kritiken
Das Lexikon des internationalen Films beschrieb den Film als „leichtgewichtige, weitgehend sympathische Komödie - typisch amerikanische, optimistische Unterhaltung“.
Roger Ebert schrieb in der Chicago Sun-Times, der Film sei ein Schatz. Eine schlaue, gepflegte, dezent lustige Spekulation über das, was passieren kann, wenn Gott erscheinen würde.
Der TV Guide war ebenso angetan und bescheinigte Reiner eine seiner besten Regiearbeiten.
Janet Maslin hingegen schrieb in der New York Times, der Film sei eine unruhige Mischung widersprüchlicher Einstellungen, mit zu wenig Humor oder Komik um von seiner fragwürdigen Voraussetzung abzulenken.

## Auszeichnungen
Larry Gelbart gewann den WGA-Award der Writers Guild of America.
George Burns wurde mit dem Saturn Award für den besten Hauptdarsteller geehrt, zudem bekam der Film den Saturn Award für den besten Fantasyfilm. Carl Reiner erhielt eine Nominierung für den Saturn Award für die beste Regie und Larry Gelbart für das beste Drehbuch.
Larry Gelbart erhielt zudem 1978 eine Oscar-Nominierung für das beste adaptierte Drehbuch.

## Hintergrund
Die Premiere fand am 7. Oktober 1977 statt. In Deutschland erschien er am 20. Mai 1982 als TV-Premiere.
Die Produktion der Warner Bros. war das Spielfilm-Debüt des Countrysängers John Denver.

## Fortsetzungen
- 1980: Tracy trifft den lieben Gott (Oh, God! Book II)
- 1984: Oh Gott! Du Teufel! (Oh, God! You Devil)

In beiden Fortsetzungen spielte George Burns wieder die Titelrolle.